# ¿Quién mató a Rosendo?
¿Quién mató a Rosendo? es un libro escrito por Rodolfo Walsh y publicado en Argentina en 1969, que relata el asesinato del dirigente de la Unión Obrera Metalúrgica Rosendo García. El libro surgió a partir una serie de notas publicadas en el semanario de la CGT de los Argentinos (CGTA) a mediados de ese año.
El texto ha sido caracterizado como un "ejemplo de un periodismo comprometido y valiente", que puso a la luz los intereses personales, las intrigas de poder y la carencia de escrúpulos de personajes vinculados a algunos centros de poder gremiales de la época.

## El asesinato
La investigación de Walsh se centró en el tiroteo en que murieron tres personas, entre ellos Rosendo García, el 13 de mayo de 1966 en la confitería La Real, de Avellaneda.
En una mesa estaban Francisco Granato, Domingo Blajaquis, los hermanos Villaflor, Miguel Gomar, Juan Zalazar y Francisco Alonso. En el mismo salón, Augusto Vandor, Rosendo García, Petracca, Valdez, Saffi, Norberto Beto Imbelloni, Gerardi, Armando Cabo y otros, tomaban whisky y charlaban.
Comenzó una pelea entre Raimundo Villaflor y Rosendo García, y entre Rolando Villaflor y el Beto Imbelloni. Luego se escucharon disparos desde la mesa de Vandor: uno partió la espalda de Rosendo y otros dos alcanzaron a Blajaquis (que murió poco después) y a Juan Zalazar (38 años, casado y con cinco hijos). Los tres asesinatos están impunes.

### La investigación
Walsh realizó una investigación con la ayuda de los testigos sobrevivientes, y acusó del crimen al dirigente gremial metalúrgico Augusto Timoteo Vandor, que promovía un "Peronismo sin Perón", y cuyo posterior asesinato se adjudicó el Ejército Nacional Revolucionario (ENR), el cual se sospecha que dirigía el mismo Rodolfo Walsh. La investigación se publicó en siete notas en el semanario CGT a mediados de 1968. El escritor ya había entablado relación con Raimundo Ongaro y resuelto aceptar el ofrecimiento de trabajar en el semanario que la CGT de los Argentinos.

## Conclusión
Walsh escribió: “No se trata, por supuesto, que el sistema, el gobierno, la justicia sean impotentes para esclarecer este triple homicidio. Es que son cómplices de este triple homicidio, es que son encubridores de los asesinos. Sin duda ellos disponen de la misma evidencia que yo he publicado y que en otras circunstancias servirían para encarcelar a Vandor y su grupo. Si no lo hacen es porque Vandor les sirve. Y si les sirve es, entre otras cosas, porque esa amenaza está pendiente sobre él. Esto explica de sobra que Vandor (...) sea (...) el mejor aliado del gobierno. El poder real de Vandor es el poder de Onganía (...). Porque esta es la primera y esencial conclusión de todo el asunto: el vandorismo es una pieza necesaria del sistema”.